# LCT 1337 (schip, 1945)
De LCT 1337 was een Landing Craft Tank gebouwd in 1945 voor de Royal Navy door Stockton Construction in Thornaby-on-Tees. Na de oorlog werd het overgenomen door het bouwbedrijf Dumez die het omdoopte in Salvor.

## Pijpenlegger
In 1956 was in Algerije het enorme gasveld Hassi R'Mel ontdekt en daar wilde Gaz de France een gaspijpleiding voor aanleggen van Mostaganem in Algerije naar Cartagena in Spanje. De Salvor werd hiertoe in 1961 bij Ateliers Duchesne et Bossière uitgerust met onder meer Schottelroerpropellers, een pijpenschroefinstallatie en een grote lier. Met de bestaande voortststuwing en de Schottels kon het schip handmatig op positie gehouden worden. Pijpleidingen werden aan de wal in delen gefabriceerd en daarna naar de Salvor gesleept die ze aan elkaar schroefde. Het 200 km lange traject bevatte waterdieptes tot 2700 meter en om deze waterdiepte te overbruggen werd gebruik gemaakt van 'ademende' boeien, drijvers met een met de waterdiepte variërend drijfvermogen waarmee de S-vorm ondersteund moest worden. Het project had echter te maken met de nodige tegenslagen en slecht weer, zodat het in 1963 stopgezet. Uiteindelijk werd tussen Algerije en Spanje in 2007-08 de Medgazpijpleiding gelegd. Daarvoor was in 1978-1983 de Trans-mediterrane pijpleiding gelegd naar Italië.
De Salvor was na de CUSS I het tweede schip dat handmatig op positie gehouden kon worden en was daarmee een voorloper van het dynamisch positioneringssysteem (DP) wat als eerste in 1963 op de Eureka van Shell werd geïnstalleerd en op de Térébel in 1964.

## Centre d’Expérimentations du Pacifique
Met Citra nam Dumez deel aan werkzaamheden voor het Centre d’Expérimentations du Pacifique (CEP), het instituut dat de Franse kernproeven in Frans-Polynesië uitvoerde. Daartoe werd de Salvor'in 1965 verscheept naar de Grote Oceaan. Daar werd deze tot september 1969 ingezet als EDIC L 9064.